# Bezirksklasse Thüringen
De Bezirksklasse Thüringen was een van de drie competities ten tijde van nazi-Duitsland die als tweede klasse fungeerde, onder de Gauliga Mitte. Het hele voetbalsysteem in Duitsland werd in 1933 na de machtsgreep van de NSDAP hervormd. De Midden-Duitse voetbalbond werd ontbonden en de 24 competities die in 1932/33 nog bestonden werden vervangen door de Gauliga Mitte en Gauliga Sachsen. Vanaf 1940/41 heette de competitie 1. Klasse Thüringen-Erfurt. 

## Erelijst
- Vetgedrukt als de club ook promotie kon afdwingen.

| Seizoen | Kampioen Magdeburg-Anhalt |
| ------- | ------------------------- |
| 1933/34 | 1. FC Lauscha             |
| 1934/35 | 1. FC Lauscha             |
| 1935/36 | FC Thüringen Weida        |
| 1936/37 | SC Erfurt 1895            |
| 1937/38 | SV 08 Steinach            |
| 1938/39 | 1. SV Gera                |
| 1939/40 | SC Apolda                 |
| 1940/41 | SC Erfurt 1895            |
| 1941/42 | SpVgg Erfurt              |
| 1942/43 | LSV Nordhausen            |

## Seizoenen Bezirksklasse
| Club                             | /10 | Seizoenen (1933-1943) |
| -------------------------------- | --- | --------------------- |
| SC 06 Oberlind                   | 10  | 1933-1943             |
| 1. FC Sonneberg 04               | 9   | 1934-1943             |
| SV 08 Steinach                   | 7   | 1936-1943             |
| FC Wacker 1910 Gera              | 6   | 1933-1939             |
| VfB Sömmerda 1911                | 6   | 1935-1941             |
| 1. FC 1907 Lauscha               | 5   | 1933-1935, 1939-1942  |
| SpVgg Zella-Mehlis 06            | 5   | 1933-1938             |
| FV Germania 07 Ilmenau           | 4   | 1933-1936, 1940-1941  |
| SV 1910 Kahla                    | 4   | 1933-1937             |
| VfL 06 Saalfeld                  | 4   | 1933-1934, 1940-1943  |
| VfB 1910 Apolda                  | 4   | 1935-1939             |
| SC Erfurt 1895                   | 4   | 1936-1937, 1938-1941  |
| SC Apolda                        | 4   | 1936-1938, 1939-1943  |
| 1. Suhler SV 06                  | 4   | 1939-1943             |
| FC Thüringen Weida               | 3   | 1933-1936             |
| SpVg Gelb-Rot Meiningen          | 3   | 1933-1936             |
| SV 04 Schmalkalden               | 3   | 1934-1937             |
| SpVgg 02 Erfurt                  | 3   | 1939-1942             |
| VfL 07 Neustadt                  | 3   | 1939-1942             |
| SpVgg Suhl-Heinrichs             | 3   | 1940-1943             |
| TSV Wildenheid                   | 3   | 1940-1943             |
| SC Stadtilm                      | 2   | 1933-1935             |
| SV Wacker 07 Gotha               | 2   | 1933-1935             |
| Eintracht 08 Altenburg           | 2   | 1936-1938             |
| FSV Rositz                       | 2   | 1937-1939             |
| VfB 09 Pößneck                   | 2   | 1937-1939             |
| SpVgg Neuhaus-Igelshieb          | 2   | 1939-1941             |
| SV 1899 Mühlhausen               | 2   | 1940-1942             |
| LSV Nohra/Weimar                 | 2   | 1941-1943             |
| SV Heinersdorf                   | 2   | 1941-1943             |
| SV Arnoldi 01 Gotha              | 1   | 1933-1934             |
| MSV Gera                         | 1   | 1935-1936             |
| 1. SV Gera 04                    | 1   | 1938-1939             |
| SV 04 Breitungen                 | 1   | 1938-1939             |
| SG Siemens Neuhaus-Schierschnitz | 1   | 1940-1941             |
| VfB 04 Erfurt                    | 1   | 1941-1942             |
| SV 1909 Arnstadt                 | 1   | 1942-1943             |
| LSV Erfurt                       | 1   | 1942-1943             |
| LSV Rudolstadt                   | 1   | 1942-1943             |
| TuS Schott Jena                  | 1   | 1942-1943             |
| SV Union Zella-Mehlis            | 1   | 1942-1943             |
| LSV Nordhausen                   | 1   | 1942-1943             |